# Bevensen (Neustadt am Rübenberge)
Bevensen ist ein nördlicher Ortsteil der Stadt Neustadt am Rübenberge in der Region Hannover in Niedersachsen.

## Geographie
Das Dorf liegt an der L 192. Südwestlicher Nachbar ist Dudensen, östlicher Lutter und nördlicher Laderholz. Westlich liegt in größerer Entfernung der Ort Wenden im Landkreis Nienburg/Weser.

## Geschichte
In einer urkundlichen Erwähnung ist ein Ort unter dem Namen Bevensen für das Jahr 1167 belegt. In dieser Urkunde überträgt ein Edelherr Mirabilis dem Bistum Minden zahlreiche Güter, darunter auch neun Hufen in Bevensen. Da der Ort im Zusammenhang mit den im Umkreis liegenden Orten Basse, Mecklenhorst, Luttmersen und Laderholz genannt wird, ist es unwahrscheinlich, dass der Ort Bad Bevensen gemeint ist. Eine andere Sekundärquelle geht allerdings von dem Jahr 1250 als erster urkundlicher Nennung aus.
Für das Jahr 1260 ist die Existenz einer Mühle in Bevensen belegt, die zur Villikation Dudensen des Bistums Minden gehörte.

### Eingemeindungen
Durch die Gebietsreform wurde Bevensen am 1. März 1974 gemeinsam mit Büren und Laderholz zur Ortschaft Bevensen zusammengefasst und in die Stadt Neustadt am Rübenberge eingegliedert.

### Einwohnerentwicklung
- 1689: 074 Einwohner[7]
- 1768: 077 Einwohner[7]
- 1848: 128 Einwohner[8]
- 1852: 139 Einwohner[7]
- 1853: 139 Einwohner[9]
- 1859: 138 Einwohner[10]
- 1867: 142 Einwohner[11]
- 1871: 155 Einwohner[11]
- 1910: 158 Einwohner[12]
- 1933: 152 Einwohner[13]
- 1939: 139 Einwohner[13]
- 1950: 285 Einwohner[14]
- 1956: 242 Einwohner[15]
- 1961: 209 Einwohner[6]
- 1970: 182 Einwohner[6]
- 2011: 135 Einwohner
- 2016: 154 Einwohner[1]
- 2020: 157 Einwohner[16]
- 2023: 158 Einwohner[17]
- 2024: 154 Einwohner[2]

## Politik

### Ortsrat
Der gemeinsame Ortsrat von Bevensen, Büren und Laderholz setzt sich aus zwei Ratsfrauen und fünf Ratsherren zusammen. Im Ortsrat befinden sich zusätzlich 20 beratende Mitglieder.
Sitzverteilung:
- CDU: 4 Sitze
- SPD: 3 Sitze

(Stand: Kommunalwahl 11. September 2016)

### Ortsbürgermeister
Der Ortsbürgermeister von Bevensen ist Hartmut Evers (CDU). Sein Stellvertreter ist Henno Hasselbring (CDU).

## Kultur und Sehenswürdigkeiten
Baudenkmale
→ Siehe: Liste der Baudenkmale in Bevensen